# Себастьян Ярл
Себастьян Ярл (норв. Sebastian Jarl, нар. 11 січня 2000, Осло, Норвегія) — норвезький футболіст, півзахисник клубу «Волеренга».

## Ігрова кар'єра

### Клубна
Себастьян Ярл є вихованцем столичного клубу «К'єлсос», в складі якого він грав у третьому дивізіоні чемпіонату Норвегії. В січні 2019 року футболіст перейшов до клубу Елітсерії «Сарпсборг 08», з яким підписав трирічний контракт. Першу гру у вищому дивізіоні Ярл провів 16 травня 2019 року, коли вийшов на заміну у матчі проти «Бранна». Другу половину сезону 2019 року півзахисник провів в оренді в клубі другог дивізіону КФУМ (Осло).
В грудні 2021 року стало відомо, що футболіст переходить до клубу «Кристіансунн», дворічний контракт з яким набував чинності з січня 2022 року.
Влітку 2024 року Ярл перейшов до складу столичної «Волеренги», з якою в тому ж сезоні виграв турнір другого дивізіону і вийшов до Елітсерії. Контракт з клубом підписаний до кінця 2027 року.

### Збірна
З 2017 року Себастьян Ярл виступав за юнацькі збірні Норвегії.

## Досягнення
Волеренга
- Переможець ОБОС-ліги: 2024